# Ulrich Magnus
Ulrich Magnus (* 19. Februar 1944 in Füssen) ist ein deutscher Rechtswissenschaftler und ehemaliger Hochschullehrer an der Universität Hamburg.

## Leben
Magnus studierte Rechtswissenschaften an den Universitäten Berlin, Freiburg und Heidelberg.  Nach seinem Ersten Staatsexamen in Heidelberg arbeitete er dort als wissenschaftlicher Mitarbeiter von Eduard Wahl, bei dem er 1972 zum Dr. iur. promovierte. Anschließend arbeitete Magnus als wissenschaftlicher Referent am Max-Planck-Institut für ausländisches und internationales Privatrecht in Hamburg bei Konrad Zweigert. Unter dessen Betreuung habilitierte er sich 1983 mit einer rechtsvergleichenden Arbeit zum Deliktsrecht, bei der Hein Kötz und Herbert Bernstein als Gutachter fungierten.
Ab 1983 bis zu seiner Emeritierung 2009 war Magnus Professor für Zivilrecht, Internationales Privatrecht und Rechtsvergleichung an der Universität Hamburg. Gleichzeitig war er der Direktor des dortigen Seminars für ausländisches und internationales Privat- und Prozessrecht. Von 1995 bis 2009 arbeitete er zudem als Richter am Hanseatischen Oberlandesgericht Hamburg. Während seiner akademischen Laufbahn hatte Magnus diverse Gastprofessuren inne, unter anderem  in Kyōto, London (UCL), Luzern, New York, St. Petersburg, Prag und Stellenbosch.
Magnus ist außerdem der deutsche national correspondent bei der UNCITRAL und Direktor der International Max Planck Research School for Maritime Affairs. Zudem war er mehrfach als Berater und Gutachter für die Europäische Kommission, die Internationale Atomenergie-Organisation und die FIFA tätig.
Magnus’ Forschungsschwerpunkte liegen insbesondere im Vertrags- und Deliktsrecht sowie dem Internationalen Privatrecht. Er ist verheiratet und Vater von fünf Kindern, darunter Dorothea und Robert Magnus, Professor für Bürgerliches Recht und Prozessrecht an der Universität Bayreuth.

## Werke (Auswahl)
- Drittmitverschulden im deutschen, englischen und französischen Recht. Zur Auslegung des § 254 Abs. 2 Satz 2 BGB. Winter, Heidelberg 1974, ISBN 3-8253-2311-0 (Dissertation).
- Schaden und Ersatz. Eine rechtsvergleichende Untersuchung zur Ersatzfähigkeit von Einbußen. Mohr Siebeck, Tübingen 1987, ISBN 3-16-645248-6 (Habilitationsschrift).
- mit Peter Schlechtriem: Internationale Rechtsprechung zu EKG und EAG. Nomos, Baden-Baden 1987, ISBN 3-7890-1303-X.
- mit Miquel Martín-Casals: Unification of Tort Law - Contributory Negligence. EGTL, 2004, ISBN 90-411-2220-6 (englisch).
- mit Werner Meng et al.: Das internationale Recht im NordSüd-Verhältnis. C.F. Müller, Heidelberg 2005, ISBN 3-8114-5351-3.
- mit Harald Koch und Peter Winkler von Mohrenfels: IPR und Rechtsvergleichung. 4. Auflage. C.H Beck, München 2010, ISBN 978-3-406-58931-7.
- mit Peter Mankowski: Brussels I Regulation. 2. Auflage. Sellier. European Law Publishers, Köln 2011, ISBN 978-3-86653-142-0 (englisch).

Darüber hinaus erlangte Magnus in Fachkreisen Bekanntheit durch seine seit 1994 übernommene Kommentierung zum UN-Kaufrecht im Großkommentar Staudinger.